# سعدالدین وراوینی
.سعدالدین وراوینی زاده (وراوی مشگین شهر امروزی) از نویسندگان فارسی‌زبان است. مرزبان‌نامه وراوینی، دومین ترجمهٔ کتاب مرزبان‌نامه از زبان طبری به فارسی، اثر اوست. این کتاب از جمله آثار مهم نثر مصنوع فارسی و به روش کلیله و دمنه در ذکر قصص و امثال و حکم فراهم شده و مطالب آن از زبان وحوش و طیور و دیو و پری و آدمی بیان شده‌است. 
سعدالدین وراوینی ، از منشیان اواخر قرن ششم و اوایل قرن هفتم، چند سال بعد از آن که محمد بن غازی ملطیوی نخستین ترجمه از مرزبان‌نامه به فارسی را نگاشت، بدون اطلاع از کار او، و به پیروی از اسم اصلی عنوان مرزبان‌نامه ترجمه جدیدی را بدان داده‌است.
از احوال وراوینی اطلاع چندانی در دست نیست و تنها از مقدمه و خاتمه مرزبان نامه مستفاد می‌شود که او از ملازمان خواجه ربیب‌الدین هارون وزیر اتابک ازبک بن محمد اتابک آذربایجان، بود. ربیب‌الدین مردی فاضل بود و وراوینی مرزبان‌نامه را به‌نام این وزیر دانش دوست درآورده‌است.
از آن‌جا که وراوینی ملازم خواجه ربیب‌الدین بود، بنابراین مدتی در تبریز می‌زیسته و مولد او هم بنابر حدس شفر در مجلد دوم از قطعات منتخبهٔ فارسی همان وراوی است که یاقوت حموی در معجم‌البلدان آن را روستای وراوی  که همان مشگین شهر است.